# Eurorégion Nord-Transmanche
 (Août 2023).
En 1992, le Traité de Maastricht instaure le marché commun puis la Convention de Schengen en 1995 permet la libre circulation d'un pays à l'autre des capitaux, des services, des biens et des personnes. Seulement les frontières des états sont en périphéries du centre et de ce fait éloignées des actions, elles sont un peu en marge ; en retrait. Cependant le développement économique, les populations ou encore la protection de l'environnement ne doivent pas être limités par ces lignes qui divisent ; alors pour faciliter ces actions l'Union européenne a mis en place en 1990, des frontières qui rapprochent avec le programme des Eurorégions favorisé  par INTERREG. 
Une eurorégion c'est donc un territoire partagé entre 2 et 3 États. C'est aussi une stratégie de développement commune, le but étant de faciliter la mise en place de projets communs en fonction du besoin du territoire.

## Période de l'Eurorégion Nord-transmanche
C'est dans ce contexte qu’apparaît l'eurorégion Nord-Transmanche. Elle est créée en 1987 date de la proclamation du projet du Tunnel sous la Manche. Elle ne concerne dans un premier temps que la région du Kent et le Nord-Pas-de-Calais puis va être rejoint en 1991 par les 3 régions belges. Seulement dès 2001 l'eurorégion commence à  se disloquer pour être dissoute en 2004.

## Gestion administrative
Une eurorégion dispose d'un statut juridique propre, le Groupement européen d'intérêt économique, (GEIE). Ce statut juridique va lui conférer un rôle institutionnel et décisionnel, en plus de lui conférer un budget et lui accorder des aides, à travers le programme de Coopération transfrontalière.
Ce statut a aussi pour but de répondre à des cas pratiques comme les différences de législations au niveau des transports. Exemple : le poids maximum autorisé des camions en Angleterre est de 38 tonnes tandis qu'il est à 40 tonnes en Europe. Ce qui gêne dans l'amortissement globale du matériel. La forte législation sanitaire de la Grande-Bretagne a conduit à freiner les échanges puisqu'il fallait parfois patienter la journée dans ces contrôles en 1993. Bref ces disparités économiques étaient des barrières aux PME.
C'est également un point de vue administratif ; l'eurorégion est dirigée par un collège des membres composé des présidents des 5 régions. Ce collège décide et nomme le président de l'eurorégion en tournant chaque année. L'eurorégion est composée d'un conseil de gérance pour le budget et de groupe de travail pour préparer et exécuter des tâches spécifiques.

## Projets d’une nouvelle institution transfrontalière
En 1993 la chute de la livre sterling a permis de doper les exportations. Il faut donc que l'eurorégion soit capable d'assurer par ses infrastructures les flux de transports; d’où le groupe de travail sur l’aménagement du territoire et infrastructures : INSPIRE (Intégration spatiale interrégionale : une réponse pour l'Eurorégion). Son but consiste à réaliser « une étude de faisabilité d'une modélisation multimodale des déplacements voyageurs et marchandises ». C'est à travers ce programme que l'eurorégion va postuler à l'appel d'offre Terra de la Commission européenne dans le cadre de l'article 10 du règlement FEDER, projets pilotes de coopération en matière d'aménagement du territoire sur des zones spécifiques (zones côtières, bassins fluviaux, zones en reconversion économique et industrielle, zones urbaines, patrimoine culturel en danger, patrimoine naturel en danger). L'eurorégion soutient l’infrastructure aussi par la mise en place de l' Observatoire euro régional des transports et de la mobilité.
L'économie est également favorisée par le programme CAPE :Cluster approach to partnerships for exports in the Euroregion., pour aider les PME.
Dans cette frénésie de la coopération propre aux années 90, on trouve des programmes portant sur l'innovation en favorisant les échanges des cadres et des stagiaires ; le développement écologique et urbain par le projet SOS (schéma d'objectifs stratégiques). Ce projet va recevoir le prix européen de la planification urbaine et régionale 1994. Nous avons donc des projets concrets qui aboutissent.

## Institutionnalisation portant ses fruits
La communication fut un des enjeux de l'eurorégion ; à travers le projet SPACE (Spatial Plannig And Cities in the Euroregion) et par le programme « bus au service du citoyen » en 1994 à Bruxelles. Il y a eu une amélioration du réseau de transports dans le cadre de l'AMNO (aire métropolitaine du nord -ouest). Les tentatives de rapprochement entre la région wallonne et le Nord-Pas-de-Calais ont abouti notamment avec les échanges universitaires au niveau de l'économie (DULBEA) et au niveau de l’écologie et aménagement (ULB- IGEAT).
Seulement le projet SPACE se fait dans le cadre du programme INTERREG C pour les groupes inter régionales et non A pour les transfrontaliers. Cette différence peut paraître mineur mais se traduit par une différence de souveraineté et de coopération. Nous pouvons peut-être voir ici un certain signe.